# Nave San Rocco
Nave San Rocco (Naf o Nào in dialetto trentino) è una frazione di Terre d'Adige, in provincia di Trento, di 1 400 abitanti; ha costituito comune autonomo fino al 31 dicembre 2018, dopodiché a seguito della fusione con Zambana ha dato vita al comune sparso di Terre d'Adige.

## Storia

### Simboli
Lo stemma e il gonfalone del comune di Nave San Rocco erano stati approvati con D.G.P. del 14 aprile 1988.
Stemma
Gonfalone

## Monumenti e luoghi d'interesse

### Architetture religiose
- Chiesa di San Rocco
- Chiesa dei Santi Fabiano e Sebastiano

## Società

### Evoluzione demografica
Abitanti censiti

## Amministrazione

### Capi Comune e Sindaci
- 1818 Giovanni Postal (primo Capo Comune)
- 1819-1820 Michele Gottardi
- 1821 Antonio Caset
- 1822 Giovanni Postal
- 1823 Michele Gottardi
- 1824 Giovanni Postal
- 1825 Antonio Caset
- 1826-1827 Giovanni Postal
- 1828-1829 Antonio Caset
- 1831 Giovanni Antonio Osti
- 1832-1833 Giuseppe Gottardi
- 1834-1835 Giovanni Battista Caset
- 1836 Matteo Thun
- 1837-1842 Giovanni Battista Caset
- 1843-1846 Giovanni Toscana
- 1846-1847 Giovanni Bottamedi
- 1850-1851 Tolameotti Giuseppe
- 1852-1853 Carlo Antonio Perli
- 1854-1855 Tolameotti Giuseppe
- 1858-1860 Giovanni Castellan
- 1861-1872 Carlo Antonio Perli
- 1873-1875 Giuseppe Viola
- 1876 Carlo Antonio Perli (rinunzia)
- 1876-1879 Matteo Antonio Stenech
- 1880-1883 Giuseppe Rocco Toscana
- 1884-1886 Giuseppe Loner
- 1887-1890 Giuseppe Viola
- 1891-1894 Giuseppe Rocco Toscana
- 1895-1897 Giuseppe Dallabetta
- 1898-1901 Fabiano Tolameotti
- 1902-1907 Giuseppe Viola
- 1908-1911 Luigi Garzetti
- 1912-1918 Fabiano Castellan
- 1919-1921 Emilio Giovanni Maria Nicolini
- 1921-1926 Giovanni Stenech
- 1926-1928 Giovanni Stenech (Fiduciario del comune di Zambana)
- 1928-1948 Il Comune di Nave San Rocco è aggregato al Comune di Zambana con Fai della Paganella
- 1945-1947 Silvio Stenico (Commissario Prefettizio)
- 1947-1948 Ferdinando Toscana (Commissario Prefettizio)
- 1948-1956 Fabiano (Fabio) Castellan (primo Sindaco)
- 1957-1964 Cornelio Dorigoni
- 1965-1968 Graziano Dallabetta
- 1969-1974 Romano Viola
- 1974-1980 Graziano Dallabetta
- 1980-1993 Luigi Castellan
- 1993-1995 Livio Caset
- 1995-2010 Renata Stenico Valer
- 2010-2015 Ugo Garzetti
- 2015-2018 Joseph Valer

### Variazioni

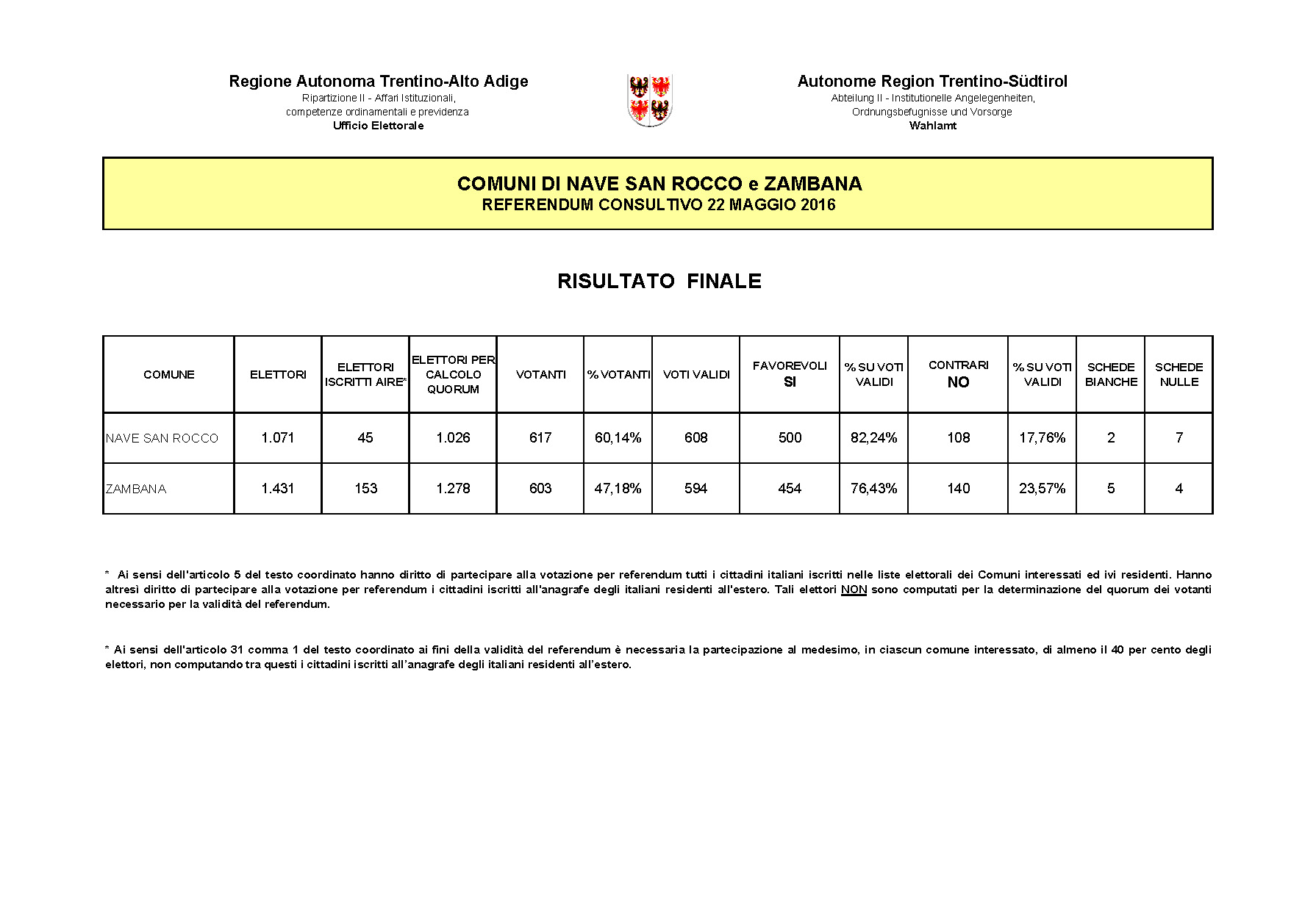
Risultato Referendum 22 maggio 2016

Nel 1928 il comune viene soppresso e i suoi territori aggregati al comune di Zambana insieme a Fai della Paganella; con la fine della seconda guerra mondiale le amministrazioni comunali furono affidate dal Comitato di Liberazione Nazionale ed il rappresentante comunale era chiamato Commissario prefettizio; nel 1948 il comune viene ricostituito (Censimento 1936: pop. res. 588).
Con referendum consultivo del 22 maggio 2016, la popolazione di Nave San Rocco ha approvato la proposta di fusione con il limitrofo Comune di Zambana, che darà vita a partire dal 1 gennaio 2019 al nuovo Comune di Terre d'Adige.

## Sport
La principale società sportiva del paese è l'Unione Sportiva Vigor, fondata nel 1948 e attiva nello sport del tamburello e nel calcio amatori.
La principale società sportiva calcistica del paese è la F.C. Adige, la cui squadra milita nel girone B trentino di 2ª Categoria, attualmente allenata da Urso Giuseppe. Il miglior risultato raggiunto è la 1ª Categoria negli Anni 2013/14 e 2014/15.